# Almásy Pál (főispán)
Zsadányi és törökszentmiklósi Almásy Pál (1749. – Pest, 1821. július 23.) Arad megyei főispán és koronaőr.

## Élete
II. József alatt (1786) belső titkos tanácsos, Pest-Pilis-Solt vármegye főispánja, majd Heves-, Nógrád-, Borsod- és Fejér vármegyék főispáni helyettese és ezen megyék királyi biztosa volt. Aradi főispán és koronaőr (1810–1815.), majd  királyi főlovászmester és Szent István-rend középkeresztese lett. 1803. január 3-ától mint tartománybizottsági főigazgató vezette a pesti egyetemi tanácskozásokat.

## Munkái
- Schlözer Staats-Anzeigenjében jelent meg értekezése: Vom Handel des Königreichs Ungarn.
- Magyarország kereskedelmére vonatkozó munkáit és egyéb kéziratait az Országos Széchényi Könyvtár kézirattárában őrzik. Ilyenek:
- Extraits faits pour servir a l'instruction des jeunes gens sur diverses objets du commerce. 1782. Reflexiones super objectis operationis deputationalis in negotio commerciali. 1791.
- Brevis conspectus manipulationis comitatuum 1802.
- Raisonnirte statistische Uibersicht des Königreichs Hungarn 1803.
- Relatio statistica super visitatione sua districtus Pestiensis. 1807.
- Scripta diversa de commercio hungarico. Coronae custodis summarium juris publici Regni Hungariae.